# Concepción Bona y Hernández
Concepción Bona y Hernández   (Santo Domingo, 6 de desembre de 1824 - Santo Domingo, 2 de juliol de 1901) va ser una educadora i activista dominicana de segle XIX; juntament amb María Trinidad Sánchez, Isabel Sosa i Maria de Jesús Pina va confeccionar la bandera dominicana.
Una de les estacions de la línia 2 del Metro de Santo Domingo porta el nom de Concepción Bona en el seu honor.

## Biografia
Concepció Bona era filla de Vicente Ignacio Bona Pérez, un dels signants del Manifest del 16 de gener de 1844 (l'acta d'independència), i Juana de Dios Hernández, qui fou cosina germana de Josefa Brea Hernández, esposa del patrici Ramón Mella.
Quan Jean Pierre Boyer va prendre possessió del territori dominicà el 1822, es va produir un xoc polític i cultural entre Haití i la República Dominicana, perquè els haitians tenien una base cultural franco-africana i el poble dominicà havia estat educat d'una altra manera, amb una base cultural hispànica. Per aquesta raó se'ls va imposar una repressió militaritzada, a càrrec de Gerónimo de Borgellá', que es va encarregar de reclutar joves per al servei militar de la República Dominicana.
Bona va créixer en el si d'una família totalment adscrita a la causa que seguia les idees patriòtiques de Juan Pablo Duarte. Es va integrar incondicionalment amb la família a les idees Trinitàries, per la qual cosa al costat de la seva cosina Maria de Jesús Pina, Isabel Sosa i María Trinidad Sánchez, va confeccionar amb teles fines la bandera tricolor, que va ser enarborada a la Puerta del Conde el 27 de febrer de 1844 pels independentistes dominicans. Concepción Bona tenia 19 anys d'edat i la seva cosina en tenia 16. Segons els historiadors dominicans, fou ella mateixa qui la va lliurar a l'espòs de la seva cosina Josefa Brea Hernández, el general Ramón Matias Mella, a la Porta de la Misericòrdia. El 27 de febrer d'aquell mateix any va néixer la República Dominicana.
Bona es va casar amb Marcos Gómez i Carvajal, oriünd de Baní, el 2 de juny de 1851. D'aquest matrimoni van néixer sis fills: Marcos Antonio, Manuel de Jesús, Eloísa, Rafael María, José María i un segon José María.
Concepción Bona va morir el 2 de juliol de 1901 a Santo Domingo. Les restes de Concepción Bona estan sepultats al Panteó Nacional.